# Philippe Pascal
Pour les articles homonymes, voir Pascal.
Philippe Pascal, né le 17 mai 1956 à Sidi Bel Abbès (Algérie) et mort le 12 septembre 2019 à Rennes, est un auteur-compositeur-interprète français, issu de la prolifique scène rennaise.

## Biographie

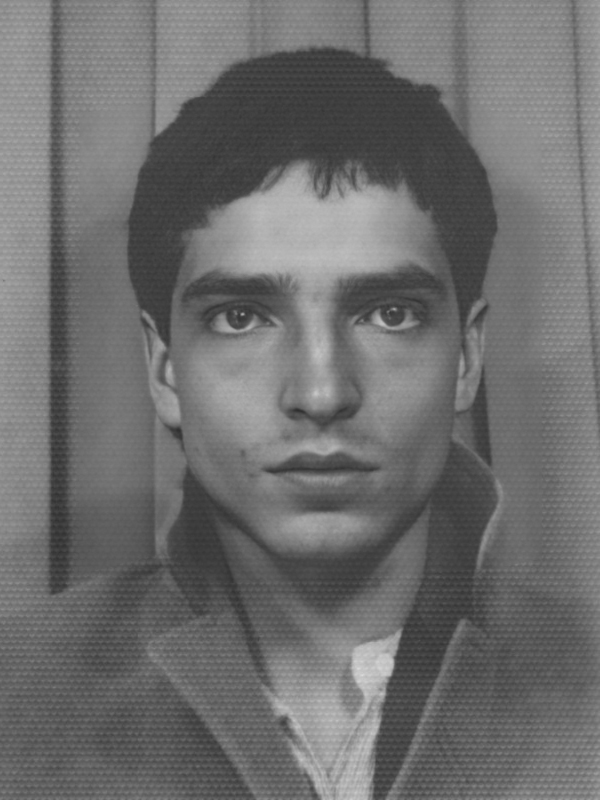
Philippe Pascal en 1979. Photo d'identité (Sacem).

Alors étudiant à l'université Rennes 2 Haute Bretagne à Rennes, Philippe Pascal crée le groupe emblématique Marquis de Sade en 1978 avec Franck Darcel. Il fonde ensuite le groupe Marc Seberg. Le groupe se sépare en 1992, mais Philippe Pascal poursuit son aventure en duo avec Pascale Le Berre, ancienne claviériste de Complot Bronswick et Marc Seberg, sous le nom de Philippe Pascale.
Effectuant un retour à ses premières émotions musicales, il fonde en 1995 un groupe de blues, The Blue Train Choir.
Philippe Pascal est aussi auteur de nouvelles et de poésie : le livre Lignes de fuite paru en 1989 contient les textes écrits pour Marc Seberg, quelques textes de Marquis de Sade, une nouvelle, ainsi que quelques affiches, photos et dessins.
Son duo avec Isabelle Adjani, Pour ce que je sais de toi, figure sur l'album de celle-ci, Bande originale, sorti en 2023.
Il fait également une apparition au cinéma dans un film de Franssou Prenant en 2000 : Paris, mon petit corps est bien las de ce grand monde.
Philippe Pascal joue dans le film court La Voix de Luna de Margot Abascal tourné à Rennes pendant les festivals Transmusicales et Bars en Trans.

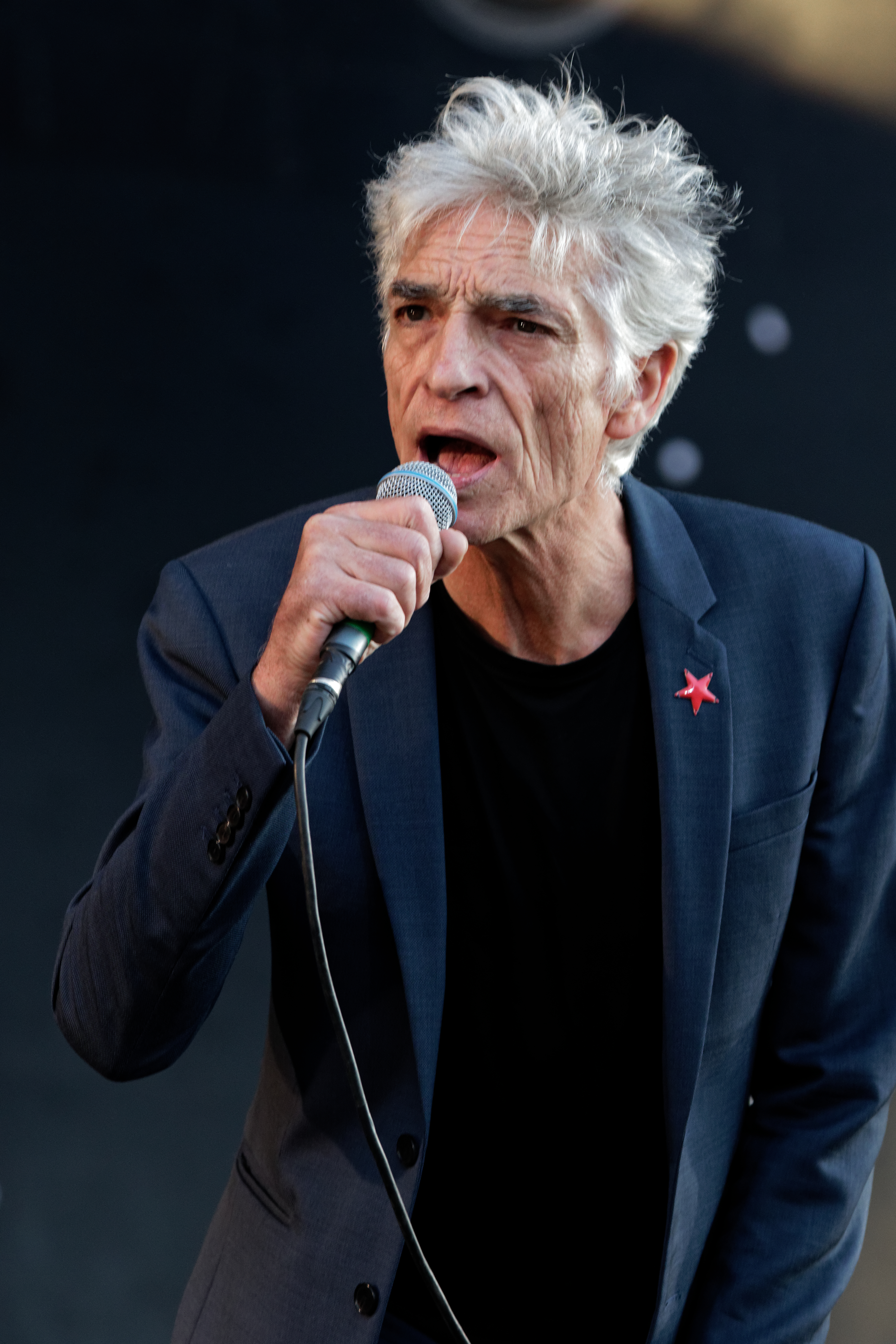
Philippe Pascal pour le retour de Marquis de Sade en 2018.

### Mort
Philippe Pascal est retrouvé mort à son domicile le 12 septembre 2019. Selon le journal Ouest-France : « Le chanteur du groupe culte Marquis de Sade a été retrouvé mort à son domicile, à Rennes, le jeudi 12 septembre au soir. Une enquête de police a été ouverte pour préciser les circonstances du décès. La piste du suicide est privilégiée . »
Ses obsèques se déroulent le 23 septembre 2019 à Pacé, suivies de l'inhumation au cimetière du Nord de Rennes. Étaient entre autres présents Dominique A, Pascal Obispo, Étienne Daho afin de lui rendre un dernier hommage.
Le 23 juin 2022, la place située devant la salle de la Cité (Rennes) est officiellement baptisée « parvis Philippe-Pascal ».